# Maria Magdalenaklooster (Haarlem)
Het Maria Magdalenaklooster, ook wel simpelweg Magdalenaklooster genoemd, was een klooster in de binnenstad van de Noord-Hollandse stad Haarlem. Het klooster lag in de hoek van de Kinderhuisvest en de Magdalenastraat.
Het is niet duidelijk wanneer dit klooster is gesticht. De eerste schriftelijke vermelding van het klooster dateert uit 1474, het werd toen aangeduid als gemeenschap van de derde orde. Het klooster behoorde niet tot het Kapittel van Utrecht en was waarschijnlijk hoorde het klooster tot de orde van de Magdalenazusters.
In 1475 kregen de zusters van de pastoor van de Grote of St.-Bavokerk toestemming om hun eigen klooster te bouwen en een eigen biechtvader te hebben. Ook mochten de zusters en andere personen bij het klooster begraven worden.
In 1581 is het klooster geseculariseerd en in gebruik genomen als pesthuis. In 1656 is het pesthuis verhuist naar het Dolhuys aan de Schotersingel en werd het klooster in gebruik genomen als weeshuis voor het Armekinderenhuis. Bij opening zaten er 433 ouderloze kinderen, dit aantal groeide tot zo’n 600 wezen. In 1661 werd het voormalig klooster met een vleugel uitgebreid. Dit Armekinderenhuis werd in 1765 samengevoegd met het Heilige Geesthuis. Hieruit ontstond het Gereformeerde- of Burgerweeshuis dat in 1810 verhuisde naar het Oudemannenhuis. Sindsdien deed het dienst als Verenigd Diaconie- en Aalmoezeniersarmenhuis voor kerkelijk maatschappelijk werk. In 1856 werd de infirmerie van het garnizoen van Haarlem in het pand gevestigd, het werd toen ook wel het Garnizoenshospitaal en of Brokkenhuis genoemd. In 1938 heeft de Uitgeverij en Drukkerij De Spaarnestad het laatste restant van het klooster, de Magdelenakapel laten afbreken.
In 2019 vestigde er een kunstenaarscollectief in het inmiddels gerestaureerde pand. Zo zijn er ateliers en een publiek toegankelijke tentoonstellingsruimte gerealiseerd.
- Rijksmonument: 19381

Annaklooster · Begijnhof · Catharinaklooster · Cecilliaklooster · Claraklooster · Dominicanenklooster · Fraterhuis · Jansklooster · Maria en Lazarusklooster · Maria Magdalenaklooster · Margrietklooster · Mariaklooster · Michielsklooster · Norbertijnenklooster · Regulieren in de Waard · Ursulaklooster · Zijlklooster